# Базилио, Кармен
Кармен Базилио (англ. Carmen Basilio; 2 апреля 1927, Канастота, Нью-Йорк, США — 7 ноября 2012, Рочестер, Нью-Йорк, США) — американский боксёр-профессионал. Чемпион мира в полусредней (1955—1956, 1956—1957) и средней (1957—1958) весовых категориях.
«Боксёр года» по версии журнала «Ринг» (1957).
Включён в Международный зал боксёрской славы (1990).
5-кратный обладатель награды Бой года по версии журнала «Ринг» (1955—1959), что является 2 показателем в истории бокса после Мохаммеда Али и единственный кому удавалось это столько лет подряд.

## Профессиональная карьера
Дебютировал на профессиональном ринге 24 ноября 1948 года, нокаутировав в 3-м раунде Джимми Эванса.

### Чемпионский бой с Кидом Гавиланом
18 сентября 1953 года Базилио впервые вышел на бой за звание чемпиона мира. Его соперником стал Кид Гавилан, владеющий титулом в полусреднем весе. Базилио выиграл несколько раундов в начале боя и даже сумел отправить чемпиона в нокдаун. Однако, вторая половина поединка осталась за Гавиланом. После 15-ти раундов мнения судей разделились: 6/8, 6/7 и 7/5. Победителем был объявлен Гавилан.

### Чемпионский бой с Тони ДеМарко
10 июня 1955 года Базилио снова вышел на титульный бой в полусреднем весе. На этот раз его соперником был Тони ДеМарко. Базилио одержал победу техническим нокаутом в 12-м раунде и, впервые в карьере, стал чемпионом мира.

### Второй бой с Тони ДеМарко
30 ноября 1955 года состоялся второй бой между Базилио и ДеМарко. Базилио снова выиграл. И снова техническим нокаутом в 12-м раунде.
Этот бой был назван «Боем года» (1955) по версии журнала «Ринг».

### Бой с Джонни Сакстоном
14 марта 1956 года Базилио защищал свой титул в бою против Джонни Сакстона. Поединок продлился все отведённые 15 раундов. Победу одержал Сакстон (единогласно): 144/142, 145/138, 147/140. Присутствовавшие на бое зрители освистали решение судей.

### Второй бой с Джонни Сакстоном
12 сентября 1956 года состоялся второй бой между Базилио и Сакстоном. Базилио победил техническим нокаутом в 9-м раунде.
Бой был признан «Боем года» (1956) по версии журнала «Ринг».

### Третий бой с Джонни Сакстоном
22 февраля 1957 года Базилио и Сакстон встретились в третий раз. Базилио выиграл техническим нокаутом уже во 2-м раунде.
Вскоре, Кармен оставил свой титул, чтобы подняться в средний вес.

### Чемпионский бой сШугаром Рэем Робинсоном
23 сентября 1957 года Базилио вышел на бой против чемпиона мира в среднем весе Шугара Рэя Робинсона. Бой продлился всю дистанцию (15 раундов). Мнения судей разделились: один из судей выставил 9/6 в пользу действующего чемпиона, двое других посчитали, что сильнее был претендент — 9/5 и 8/6.
Таким образом, Базилио стал чемпионом мира во второй весовой категории.
Поединок был признан «Боем года» (1957) по версии журнала «Ринг».

### Второй бой сШугаром Рэем Робинсоном
25 марта 1958 года состоялся матч-реванш между Базилио и Робинсоном. Бой снова продлился все 15 раундов. И вновь мнения судей разделились. На этот раз победа досталась Робинсону: 71/64, 72/64 и 66/69.
Поединок был признан «Боем года» (1958) по версии журнала «Ринг».

### Чемпионский бой сДжином Фуллмером
28 августа 1959 года Базилио встретился на ринге с Джином Фуллмером в бою за вакантный титул чемпиона мира в среднем весе по версии Национальной Боксёрской Ассоциации. Кармен потерпел досрочное поражение в предпоследнем, 14-м раунде.
Поединок был признан «Боем года» (1959) по версии журнала «Ринг».

### Второй бой с Джином Фуллмером
29 июня 1960 года Базилио вышел на второй бой против Фуллмера. И снова уступил. На этот раз, техническим нокаутом в 12-м раунде. Сам Базилио был крайне недоволен тем, что рефери остановил поединок.

### Чемпионский бой с Полом Пендером
22 апреля 1961 года попытался отобрать титул чемпиона мира в среднем весе у Пола Пендера. По итогам 12-ти раундов победу (единогласным решением) одержал Пендер: 148/135, 147/132, 147/138.
Через несколько дней Кармен Базилио объявил об уходе из бокса.

## Достижения

### Титулы
- Чемпион мира в полусредней весовой категории (1955—1956, 1956—1957)
- Чемпион мира в средней весовой категории (1957—1958)

### Награды
- «Боксёр года» (1957) по версии журнала «Ринг»[13]
- 5 раз становился победителем в номинации «Бой года» по версии журнала «Ринг»[14]

## Семья
Брат Кармена, Пол Базилио, создал колбасную компанию, которую назвал «Basilio Sausage Company».